# Субханкулов, Артур Рамилевич
Артур Рамилевич Субханкулов (1 января 1992, Уфа, Республика Башкортостан) — российский боксёр-профессионал, выступающий в лёгкой и в первой полусредней весовых категориях. Мастер спорта России международного класса (2017). Чемпион Азии по версии WBA. Чемпион Европы по версии IBA. Обладатель пояса IBА Intercontinental и WBA Oceania. Финалист чемпионатов России (2015, 2017, 2021, 2022), бронзовый призёр чемпионатов России (2013, 2016), победитель Кубка мира среди нефтяных стран (2016, 2018), призёр чемпионатов МВД (2012, 2013, 2014), чемпион МВД России среди территориальных органов (2015, 2016, 2017), многократный чемпион республики Башкортостан в любителях.

## Биография
Обучение проходил в Средней Общеобразовательной Школе 7 (Уфа), поступил в Башкирский государственный аграрный университет. Факультет Землеустройства и лесного хозяйства. В 2015 году окончил Башкирский государственный аграрный университет по специальности инженер по землеустройству. В 2019 году окончил аспирантуру в Башкирском государственном аграрном университете, механический факультет, по направлению «Технологии средства механизации и энергетическое оборудование, в лесном сельском и рыбном хозяйстве»

## Любительская карьера
Боксом начал заниматься в 15 лет в спортивном клубе Кэмпо, позже вместе с тренером перешел заниматься в боксерский клуб Фаворит (ДЮСШ 4).
Его тренер является Мария Карабанова.

## Профессиональная карьера
22 июля 2021 года начал профессиональную карьеру, в лёгком весе, досрочно техническим нокаутом во 2-м раунде победив соотечественника Адыла Аскарова (дебют).

## Спортивные результаты
- Победитель Первенства Динамо (2010 г., Владимир)
- Чемпион Республики Башкортостан (2011—2012 гг.)
- Победитель Всероссийского турнира класса «А» на призы А.Хаматова (2011 г., Казань)
- III м на чемпионате МВД России (2012 г., Ижевск)
- Чемпионат ПФО 2012, 2015 г.- I м (11-16.09.2012, Тольятти)[6]
- Чемпионат РФ 2012 г.- V м (11-20.11.2012, Сыктывкар)
- Чемпионат Динамо 2013 — I место (25-31.08.2013, Магнитогорск)
- II м на чемпионате МВД России (2013 г., Челябинск)
- Чемпионат России по боксу 2013 года — ;
- III м на чемпионате МВД России (2014 г., Пермь)
- I м на чемпионате МВД России среди управлений (2015 г., Анапа)
- Чемпионат России по боксу 2015 года — ;
- I м чемпионат МВД России среди управлений (2016г,. Суздаль)
- Чемпионат России по боксу 2016 года — ;
- I м Кубок мира среди нефтяных стран (2016 г., Нижневартовск)
- I м чемпионат МВД России среди управлений (2017г,. Санкт-Петербург)
- I м Чемпионат Динамо 2017 (2017 г., Уфа)
- Чемпионат России по боксу 2017 года — ;
- II м INTERNATIONAL BOXING TOURNAMENT FELIKS STAMMA., Польша , Варшава. 2018 г.
- Победитель матчевой встречи Россия-Куба , Волгоград , 2018 г.
- I м Кубок мира среди нефтяных стран 2018, памяти первооткрывателя нефти в сибири Ф. К. Салманова , Ханты-Мансийск
- I м 70 INTERNATIONAL BOXING TOURNAMENT STRANDJA , Болгария , София, 2019 г.
- III м COLOGNE BOXING WORLDCUP Германия , Кёльн, 2019 г.
- III м GRAND PRIX USTI NAD LABEM, Чехия , Усти-над-лабем, 2019 г.